# Potez 60
Le Potez 60 « Sauterelle » est un avion d'entraînement français des années 1930. Monoplan à aile parasol, avec deux cockpits ouverts en tandem, il était équipé d’un train d'atterrissage à large voie, et propulsé par un moteur radial Potez 3B de 60 ch (45 kW). Le gouvernement français a passé une commande de 250 exemplaires, mais les livraisons ont cessé après la production de 155 avions.